# Tu viện Saint-Savin-sur-Gartempe
Tu viện Saint-Savin-sur-Gartempe (tiếng Pháp: Abbaye de Saint-Savin-sur-Gartempe) là một tu viện nằm ở Saint-Savin thuộc tỉnh Vienne của Pháp. Với kiến trúc kiểu La Mã độc đáo bậc nhất châu Âu được bảo tồn gần như nguyên vẹn, tu viện Saint-Savin-sur-Gartempe đã được UNESCO đưa vào danh sách Di sản thế giới năm 1983.

## Lịch sử
Những tài liệu ghi lại việc xây dựng tu viện Saint-Savin-sur-Gartempe đã bị phá hủy trong thời gian Chiến tranh tôn giáo tại Pháp vào năm 1598, vì vậy người ta không thể xác định chính xác thời điểm xây dựng của tu viện. Theo các câu chuyện dân gian thì vào thế kỉ 5, hai anh em Savin và Cyprien do theo đạo Công giáo nên buộc phải chạy trốn khỏi Macedonia để đến định cư tại bờ sông Gartempe. Sau khi bị đày đọa và xử tử vì theo đạo, Savin được các tu sĩ chôn cất ngay tại vùng này. 300 năm sau, di cốt của hai người tử vì đạo này được tìm thấy tại nơi họ bị thảm sát và Badillus, thầy tu trong triều đình Charlemagne, đã quyết định thành lập một nhà thờ tu viện để bảo quản những gì tìm được. Vào năm 1010, Aumode, nữ bá tước của Poitou và Aquitaine, đã quyên một số tiền lớn cho tu viện, cho phép các thầy tu xây dựng nhà thờ tu viện như hiện nay. Việc xây dựng và trang trí nhà thờ được thực hiện trong khoảng thời gian từ 1040 đến 1090 dưới sự chỉ đạo của các cha xứ Odon và Gervais.
Vào thế kỉ 13, bá tước Alphonse de Poitiers, em trai vua Saint-Louis, đã cung cấp tiền để xây dựng khu tu viện. Trong thời gian Chiến tranh tôn giáo, những người Huguenot đã hai lần tàn phá tu viện vào các năm 1562 và 1568. Sau đó khi các tu viện trưởng thế tục lên nắm quyền tại Saint-Savin-sur-Gartempe, tu viện tiếp tục bị hủy hoại nặng, rất nhiều tòa nhà trong đó có các nhà tu xây dựng từ khoảng thế kỉ 12 bị phá hủy hoàn toàn.
Từ năm 1640 đến năm 1692, quá trình khôi phục tu viện Saint-Savin-sur-Gartempe mới được bắt đầu, nhiều công trình mới được xây dựng và tu viện trở lại với chức năng cũ của mình. Tuy vậy khi Các mạng Pháp nổ ra, các tòa nhà của Saint-Savin-sur-Gartempe bị trưng dụng để làm nhà ở, đồn cảnh sát và nhà hát. Năm 1792, nhà thờ của tu viện được biến thành nhà thờ của giáo khu và bốn thầy tu cuối cùng của Saint-Savin-sur-Gartempe rời khỏi tu viện.
Năm 1833, sau chuyến thăm của tỉnh trưởng Alexis de Jussieu, quá trình trùng tu lần thứ hai tu viện bắt đầu diễn ra. Năm 1840, nhà thờ của tu viện được xếp hạng và bắt đầu khôi phục. Năm 1983, nhà thờ tu viện Saint-Savin-sur-Gartempe được UNESCO xếp hạng là Di sản thế giới.

## Kiến trúc
Kiến trúc của tu viện Saint-Savin-sur-Gartempe thể hiện giai đoạn chín của kiến trúc La Mã. Nhà thờ của tu viện được xây dựng theo hình chữ thập latin, theo đúng quy cách của một nhà thờ kiểu La Mã. Chữ thập được quay về phía Đông để chỉ về phía thành phố Thánh Jerusalem. Nhà thờ dài 76 mét, rộng 77 mét và cao 31 mét. Bên trong nhà thờ có những bức tranh tường nổi tiếng với niên đại từ khoảng thế kỉ 12 với nhiều màu sắc trong đó gam màu chủ đạo là màu đỏ son, nâu vàng và xanh lá cây pha trộn trong hai mảng trắng đen.
Gian chính (nef) của tu viện dài 42 mét, rộng 17 mét và cao 17 mét nổi bật với hai hàng cột cao 15 mét. Mái vòm của tu viện được trang trí bằng các bức tranh trong đó các nhân vật có kích thước khoảng 2 mét mô tả các câu chuyện trong Kinh Thánh.

## Hình ảnh

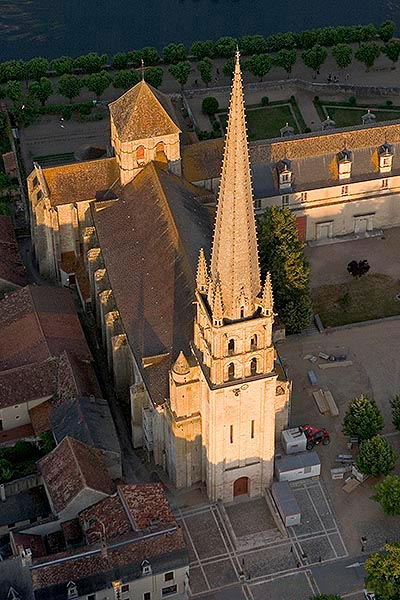
Nhà thờ nhìn từ không trung
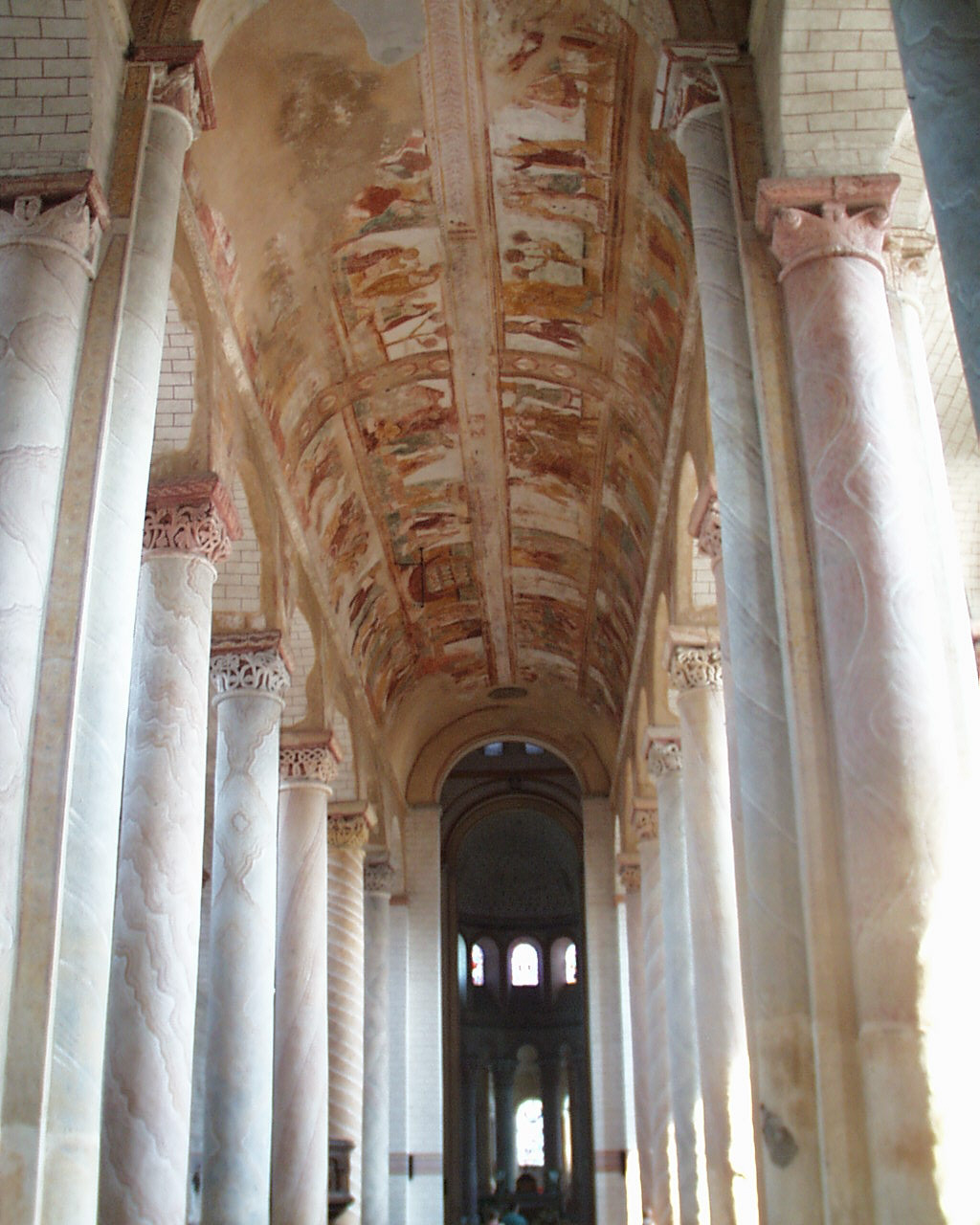
Hàng cột của gian chính
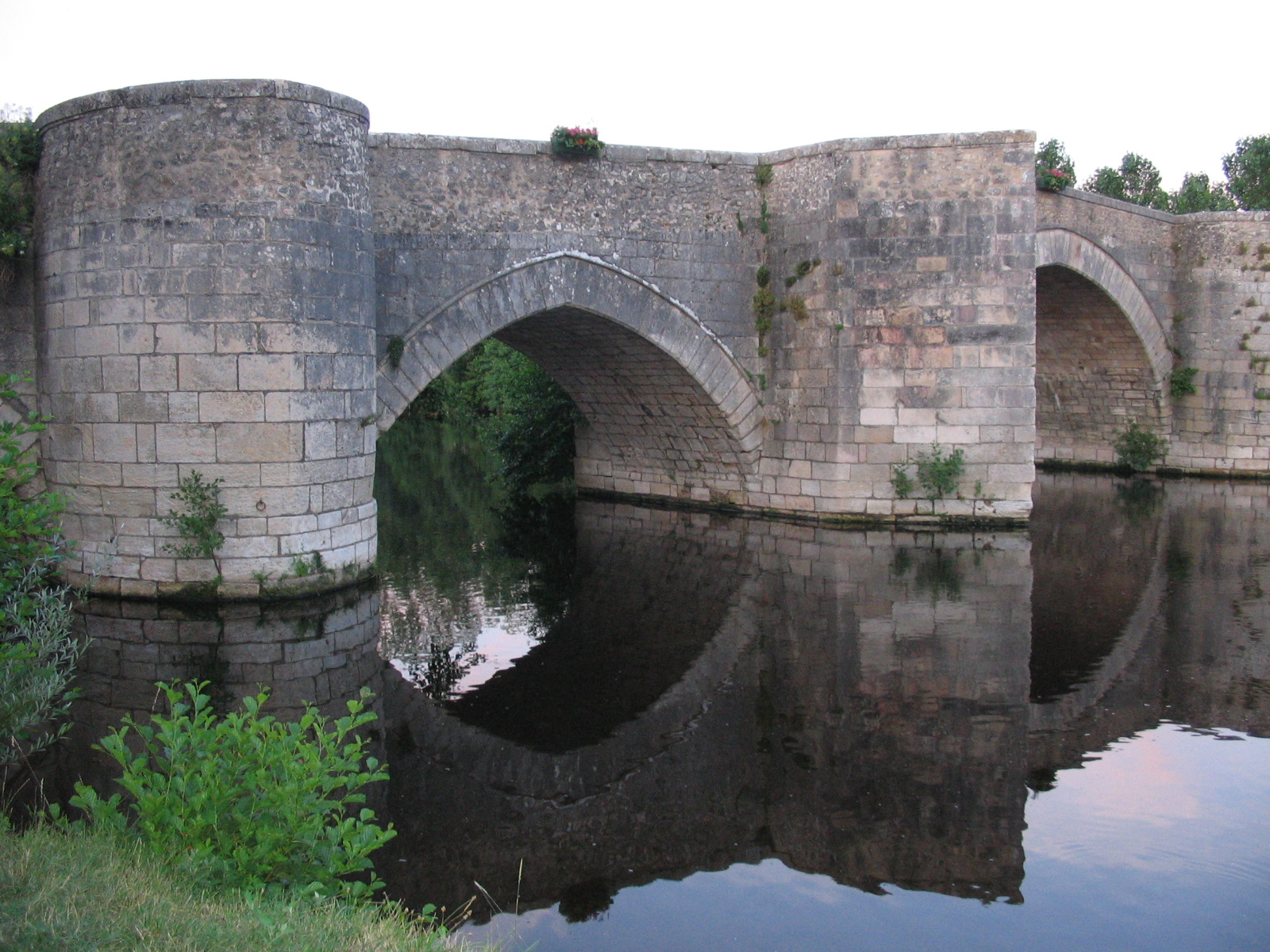
Cầu có từ thế kỉ 12
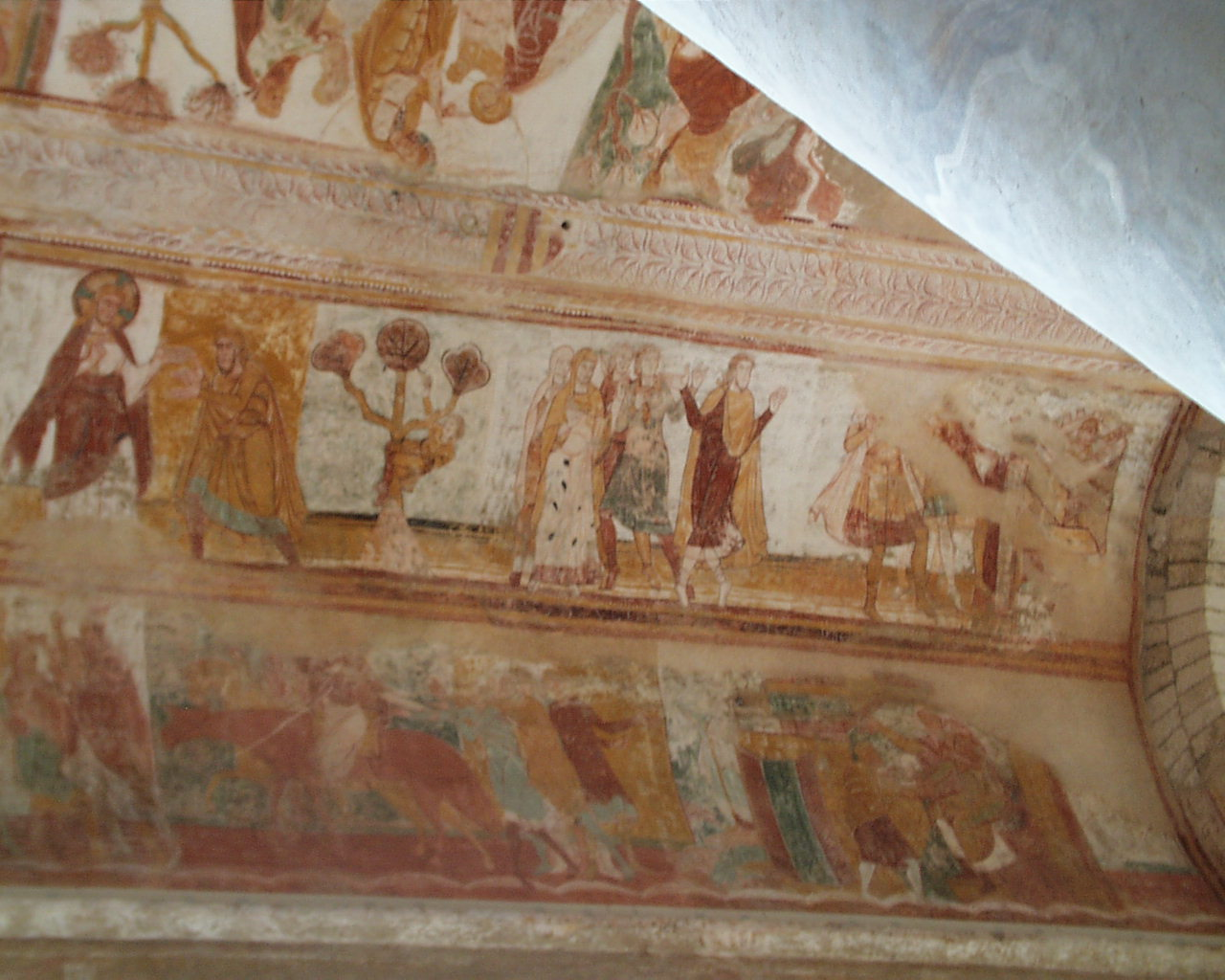
Các bức tranh tường